# Phaciocephalus rattlei
Phaciocephalus rattlei är en insektsart som beskrevs av Frederick Arthur Godfrey Muir 1913. Phaciocephalus rattlei ingår i släktet Phaciocephalus och familjen Derbidae. Inga underarter finns listade i Catalogue of Life.